# 루팅거 액체
루팅거 액체(영어: Luttinger liquid) 또는 도모나가-루팅거 액체(영어: Tomonaga–Luttinger liquid)는 1차원 전기 전도체 (예: 탄소 나노튜브와 같은 양자와이어) 내에서 상호작용하는 전자 (또는 기타 페르미온)를 설명하는 이론적 모델이다. 일반적으로 사용되는 페르미 액체 모델은 1차원에서 무너지기 때문에 이러한 모델이 필요하다.
도모나가-루팅거 액체는 도모나가 신이치로가 1950년에 처음 제안했다. 이 모델은 특정 제약 조건 하에서 전하 간의 2차 상호작용이 보손적 상호작용으로 모델링될 수 있음을 보여주었다. 1963년에 J.M. 루팅거는 블로흐 음파의 관점에서 이론을 재정립하고 도모나가가 제안한 제약 조건이 2차 섭동을 보손으로 처리하는 데 불필요하다는 것을 보여주었다. 그러나 그의 모델 솔루션은 부정확했으며, 올바른 솔루션은 1965년에 Daniel C. Mattis와 엘리엇 H. 리브에 의해 제시되었다.

## 이론
루팅거 액체 이론은 1D 전자 가스에서 저에너지 여기를 보손으로 설명한다. 자유 전자 해밀토니안에서 시작하면:
{\displaystyle H=\sum _{k}\epsilon _{k}c_{k}^{\dagger }c_{k}}
는 왼쪽과 오른쪽으로 움직이는 전자로 분리되고, 범위 {\displaystyle \Lambda }에 대해 {\displaystyle \epsilon _{k}\approx \pm v_{\rm {F}}(k-k_{\rm {F}})} 근사를 사용하여 선형화된다.
{\displaystyle H=\sum _{k=k_{\rm {F}}-\Lambda }^{k_{\rm {F}}+\Lambda }v_{\rm {F}}k\left(c_{k}^{\mathrm {R} \dagger }c_{k}^{\mathrm {R} }-c_{k}^{\mathrm {L} \dagger }c_{k}^{\mathrm {L} }\right)}
페르미온 항의 보손 표현은 보골류보프 변환에서 두 보손 연산자의 곱으로 해밀토니안을 나타내는 데 사용된다.
완성된 보손화는 스핀-전하 분리를 예측하는 데 사용될 수 있다. 전자-전자 상호작용은 상관 함수를 계산하는 데 사용될 수 있다.

## 특징
루팅거 액체의 주요 특징은 다음과 같다.
- 외부 섭동에 대한 전하 (또는 입자) 밀도의 반응은 상호작용의 세기와 평균 밀도에 의해 결정되는 속도로 전파되는 파동 ("플라스몬" 또는 전하 밀도파)이다. 상호작용이 없는 시스템의 경우 이 파동 속도는 페르미 속도와 같지만, 페르미온 간의 반발적 (인력적) 상호작용의 경우 더 높다 (낮다).
- 마찬가지로 스핀 밀도파도 있다 (가장 낮은 근사치에서 그 속도는 교란되지 않은 페르미 속도와 같다). 이들은 전하 밀도파와 독립적으로 전파된다. 이 사실은 스핀-전하 분리로 알려져 있다.
- 전하 및 스핀 파동은 페르미 액체의 준입자 (스핀과 전하를 모두 가짐)와 달리 루팅거 액체의 기본 여기이다. 이 파동의 관점에서 수학적 설명은 매우 간단하며 (1차원 파동 방정식 풀기), 대부분의 작업은 입자 자체의 특성을 얻기 위해 다시 변환하거나 불순물 및 '후방 산란'이 중요한 다른 상황을 처리하는 것으로 구성된다. 사용되는 한 가지 기술은 보손화를 참조한다.
- 0K에서도 입자의 운동량 분포 함수는 페르미 액체 (이러한 점프가 페르미 표면을 나타냄)와 달리 급격한 점프를 보이지 않는다.
- 운동량 의존성 스펙트럼 함수에는 '준입자 피크'가 없다 (즉, 페르미 액체의 경우처럼 폭이 페르미 수준 이상의 여기 에너지보다 훨씬 작아지는 피크가 없다). 대신, 상호작용 강도에 따라 달라지는 '비보편적' 지수를 가진 멱법칙 특이점이 있다.
- 불순물 주변에는 파동 벡터 {\displaystyle 2k_{\text{F}}}에서 전하 밀도에 일반적인 프리델 진동이 있다. 그러나 페르미 액체와 달리 먼 거리에서의 붕괴는 또 다른 상호작용 의존 지수에 의해 지배된다.
- 낮은 온도에서는 이러한 프리델 진동의 산란이 너무 효율적이어서 불순물의 유효 강도가 무한대로 재정규화되어 양자와이어를 '끊는다'. 더 정확하게는 온도와 전달 전압이 0으로 갈수록 컨덕턴스가 0이 된다 (그리고 전압과 온도에서 상호작용 의존 지수를 가진 멱법칙처럼 상승한다).
- 마찬가지로, 루팅거 액체로의 터널링 속도는 낮은 전압 및 온도에서 멱법칙으로 0으로 억제된다.

루팅거 모델은 상호작용하는 페르미온의 모든 1차원 시스템 (다른 상태로 상전이가 일어나지 않은)의 보편적인 저주파/장파장 거동을 설명한다고 생각된다.

## 물리적 시스템
이러한 시스템에서 루팅거 액체와 유사한 거동을 시연하려는 시도는 응집물질물리학에서 진행 중인 실험 연구의 주제이다.
루팅거 모델로 설명될 수 있다고 여겨지는 물리적 시스템은 다음과 같다.
- 이차원 전자 가스에 게이트 전압을 인가하거나 다른 수단 (석판 인쇄, 원자힘현미경 등)으로 정의된 인공적인 '양자와이어' (전자의 1차원 스트립)
- 탄소 나노튜브 내부의 전자[3]
- 분수 양자 홀 효과 또는 정수 양자 홀 효과의 가장자리 상태를 따라 움직이는 전자 (후자는 종종 더 사소한 예로 간주됨).
- 1차원 분자 사슬을 따라 이동하는 전자 (예: 특정 유기 분자 결정)
- 준 1차원 원자 트랩의 페르미온 원자
- 하이젠베르크 모형으로 설명되는 반정수 스핀의 1D '사슬' (루팅거 액체 모델은 충분히 큰 자기장에서 정수 스핀에도 적용된다)
- 리튬 몰리브데넘 퍼플 브론즈의 전자.[4]

## 같이 보기
- 페르미 액체

## Bibliography
- Mastropietro, Vieri; Mattis, Daniel C. (2013). 《Luttinger Model: The First 50 Years and Some New Directions》. 《Luttinger Model. Series: Series on Directions in Condensed Matter Physics》. Series on Directions in Condensed Matter Physics 20. Bibcode:2013SDCMP..20.....M. doi:10.1142/8875. ISBN 978-981-4520-71-3.
- Tomonaga, S.-i. (1950년 6월 1일). 《Remarks on Bloch's Method of Sound Waves applied to Many-Fermion Problems》. 《Progress of Theoretical Physics》 5 (Oxford University Press (OUP)). 544–569쪽. Bibcode:1950PThPh...5..544T. doi:10.1143/ptp/5.4.544. ISSN 0033-068X.
- Luttinger, J. M. (1963). 《An Exactly Soluble Model of a Many-Fermion System》. 《Journal of Mathematical Physics》 4 (AIP Publishing). 1154–1162쪽. Bibcode:1963JMP.....4.1154L. doi:10.1063/1.1704046. ISSN 0022-2488.
- Mattis, Daniel C.; Lieb, Elliott H. (1965). 《Exact Solution of a Many-Fermion System and Its Associated Boson Field》. 《Journal of Mathematical Physics》 6 (AIP Publishing). 304–312쪽. Bibcode:1965JMP.....6..304M. doi:10.1063/1.1704281. ISSN 0022-2488.
- Haldane, F.D.M. (1981). 《'Luttinger liquid theory' of one-dimensional quantum fluids》. 《J. Phys. C: Solid State Phys.》 14. 2585–2609쪽. Bibcode:1981JPhC...14.2585H. doi:10.1088/0022-3719/14/19/010.